# Biston benesignata
Biston benesignata là một loài bướm đêm trong họ Geometridae.